# Saint-Remimont (Meurthe e Mosella)
Saint-Remimont è un comune francese di 337 abitanti situato nel dipartimento della Meurthe e Mosella nella regione del Grand Est.

## Storia

### Simboli
È un'arma parlante: la colomba con l'ampolla d'olio è un attributo di san Remigio (saint Remy), ed è in volo sopra un monte.

## Società

### Evoluzione demografica
Abitanti censiti